# Alex (Alta Saboia)
Alex é uma comuna francesa na região administrativa de Auvérnia-Ródano-Alpes, no departamento de Alta Saboia. Estende-se por uma área de 17,02 km². Em 2010 a comuna tinha 1 125 habitantes (densidade: 66,1 hab./km²).